# Theresia-orde

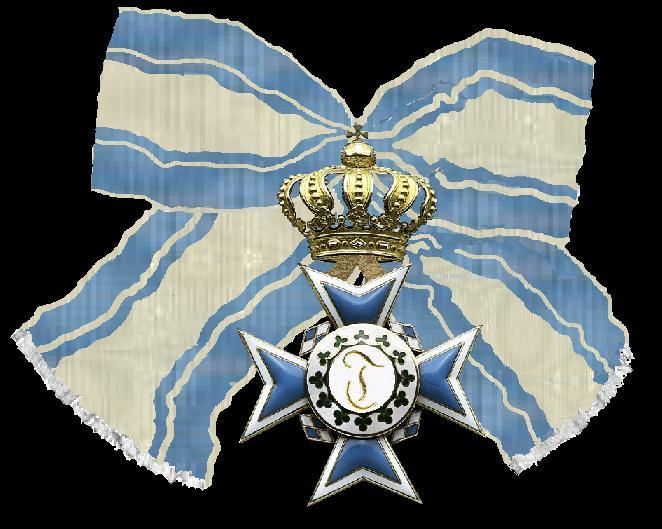
Het kruis aan lint van een dame in de Theresia-orde. Particuliere verzameling Groningen

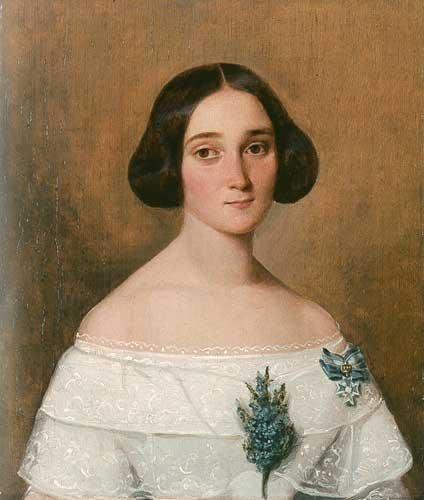
Deze onbekende dame draagt het kruis van de Theresia-orde op een schilderij van Theodor Hosemann uit 1847.

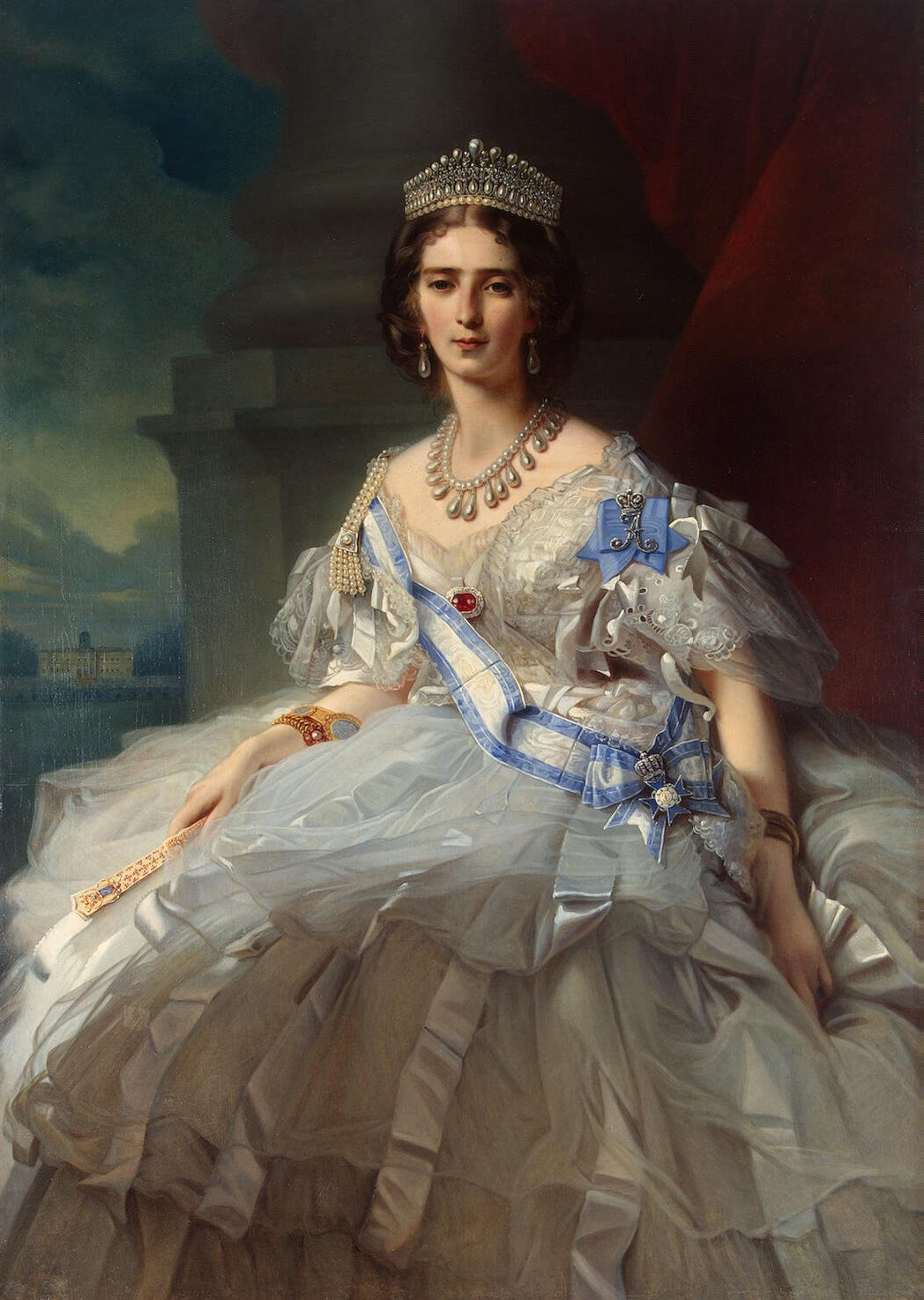
Prinses Tatiana Alexandrovna Joesoepova, een Russische hofdame met chiffre van Keizerin Alexandra op de schouder en een met diamanten versierd kruis van de Theresia-Orde op de heup

De Theresia-orde (Duits: Theresienorden) werd op 12 december 1827 door de Beierse koningin Theresia, geboren prinses van Saksen-Hildburghausen (1792-1854) en echtgenote van koning Lodewijk I gesticht.
Aan haar Saksische afkomst herinnert de heraldische "rautenkrone" die in het medaillon van het orde-kruis haar monogram omringt.
De Theresia-orde is een damesorde en een van de historische orden van Beieren.
. In de 19e eeuw stonden de Beierse ridderorden alleen open voor heren, deze orde kon aan dames worden verleend en diende ook een goed doel; zes ongehuwde adellijke Beierse dames met 16 kwartieren, zogenaamde "stiftsfähige dames", met een inkomen van niet meer dan 300 gulden per jaar kregen uit de kas van de orde een jaarlijks inkomen, prebende genaamd, van 300 gulden. Zes anderen kregen honderd gulden. Trouwde een dame dan verloor zij het pensioen. Dat gebeurde ook wanneer zij een groot vermogen erfde. Dames die een huwelijk met een edelman aangingen mochten het kruis als "eredames" blijven dragen.
Een onbeperkt aantal dames uit Beieren en daarbuiten kon ook als eredame, zonder prebende, worden benoemd. Deze eredames moesten bij hun opname een bedrag in de kas van de Orde storten. De kruisen van de orde werden ook met het monogram gezet in diamanten verleend.
De orde én de prebenden werden zonder acht te geven op de religie van de dames verleend.
De orde kende een enkele klasse: dame. De dames droegen een helblauw kruis met witte rand en Beierse ruiten in de armen van het kruis. Boven het kruis was een beugelkroon aangebracht. Het medaillon op het kruis vertoont het monogram van de stichteres en een rautenkrone.
Op de keerzijde is het jaartal 1827 aangebracht met het devies van de orde: "Unser Erdenleben sei Glaube an das Ewige", Nederland:" Ons aardse leven is het geloof in het eeuwige".
Prinsessen en vorstinnen van bevriende staten werd een kruis met een zilveren kroon toegekend. Kroon en monogram werden dan met briljanten versierd.
Het lint van de orde was van lichtblauwe zijde met één brede en twee smalle witte strepen.
Ook nu bestaat de orde nog; Franz Bonaventura Adalbert Maria Hertog van Beieren, chef van het huis Wittelsbach is de grootmeester van de orde. Een aantal prinsessen van zijn huis is dame in de Theresia-orde.
Eredame in de Huisorde van Oranje ·
Prinsessenkruis van de Huisorde van Albrecht de Beer ·
Theresia-orde ·
Sint-Elisabeth-orde ·
Sint Anna-orde ·
Dames van Rougemont ·
Sidonia-orde ·
Bulgaarse Orde van de liefdadigheid ·
Orde van de Perfecte Vriendschap ·
Orde van de Rechtschapenheid ·
Orde van de Slavinnen van de Deugd ·
Elisabeth-orde ·
Moederkruis ·
Orde van Sint-Olga en Sint-Sophia ·
Orde voor Goede Daden ·
Koninklijke Victoria en Albert-orde ·
Keizerlijke Orde van de Kroon van Indië ·
Koninklijke Orde van het Rode Kruis ·
Orde van de Kostbare Kroon ·
Orde van het Sterrenkruis ·
Orde van de Zon ·
Orde van de Pleiaden ·
Louisen-Orde ·
Herinneringskruis voor Dames ·
Orde van de Heilige Catharina ·
Sidonia-orde ·
Damesorde van de Doodskop ·
Ereteken van Anna-Luise ·
Orde van Liefdadigheid ·
Olga-orde ·
Orde van Vorstin Olha ·
Onderscheidingskruis van de Heilige Apostelgelijke Vorstin Olga
Zie voor meer damesorden en onderscheidingen: De Lijst van Damesorden
Sint Anna-orde ·
Bloemenorde ·
Sint-Elisabeth-orde ·
Orde van de Fürstprängler ·
Huisridderorde van de Heilige Georg ·
Ridderlijk Gezelschap van de Heilige Georg in Franken ·
Huisridderorde van de Heilige Michaël ·
Huisridderorde van Sint-Hubertus ·
Orde van Verdienste van de Beierse Kroon ·
Orde van de Leeuw van de Palts ·
Ludwigsorde ·
Militaire Max Joseph-Orde ·
Maximiliaansorde voor Wetenschap en Kunst ·
Beierse Maximiliaansorde voor Wetenschap en Kunst ·
Orde voor de Militaire Gezondheidszorg ·
Ordre de Parfaite Amitié ·
Orde van de Rode Adelaar ·
Theresia-orde ·
Beierse Orde van Verdienste ·
Orde van Militaire Verdienste ·
Ludwigsmedaille
Zie ook: Ridderorden in Beieren · Onderscheidingen in Beieren